# 大庫尼涅齊
49°57′22″N 25°44′37″E / 49.95611°N 25.74361°E
大庫尼涅齊（烏克蘭語：Великий Кунинець），是烏克蘭的村落，位於該國西部捷爾諾波爾州，由克列梅涅茨區負責管轄，面積4.58平方公里，2022年人口820，人口密度每平方公里211.4人。